# Freie-Partie-Europameisterschaft der Junioren 1998/99

Logo CEB (ausrichtender Verband)

Die Freie-Partie-Europameisterschaft der Junioren 1998 war das 23. Turnier in dieser Disziplin des Karambolagebillards und fand vom 27. bis zum 29. November 1998 in Florange statt. Die Meisterschaft zählte zur Saison 1998/99.

## Geschichte
Nach Platz zwei im Vorjahr sicherte sich der Niederländer Dave Christiani diesmal den Titel vor dem stark spielenden Spanier Esteve Mata dem Franzosen Marc Araujo.

## Modus
Gespielt wurde eine Vorrunde im Round-Robin-Modus, danach eine Knock-out-Runde  bis 300 Punkte oder 20 Aufnahmen.
Platzierung in den Tabellen bei Punktgleichheit:
1. MP = Matchpunkte
2. GD = Generaldurchschnitt
3. HS = Höchstserie

## Vorrunde
| Abschlusstabelle Gruppe A | Abschlusstabelle Gruppe A | Abschlusstabelle Gruppe A | Abschlusstabelle Gruppe A | Abschlusstabelle Gruppe A | Abschlusstabelle Gruppe A | Abschlusstabelle Gruppe A | Abschlusstabelle Gruppe A | Abschlusstabelle Gruppe A |
| Platz                     | Name                      | MP                        | Pkte                      | Aufn.                     | GD                        | BED                       | HS                        |                           |
| ------------------------- | ------------------------- | ------------------------- | ------------------------- | ------------------------- | ------------------------- | ------------------------- | ------------------------- | ------------------------- |
| 1                         | Dave Christiani           | 6:0                       | 900                       | 11                        | 81,81                     | 300,00                    | 300                       |                           |
| 2                         | Frédéric Mottet           | 4:2                       | 834                       | 34                        | 24,52                     | 37,50                     | 137                       |                           |
| 3                         | Juan Antonio Navarro      | 2:4                       | 488                       | 27                        | 18,07                     | 42,85                     | 157                       |                           |
| 4                         | Christoph Oberberger      | 0:6                       | 95                        | 16                        | 5,93                      | -                         | 22                        |                           |

| Abschlusstabelle Gruppe B | Abschlusstabelle Gruppe B | Abschlusstabelle Gruppe B | Abschlusstabelle Gruppe B | Abschlusstabelle Gruppe B | Abschlusstabelle Gruppe B | Abschlusstabelle Gruppe B | Abschlusstabelle Gruppe B | Abschlusstabelle Gruppe B |
| Platz                     | Name                      | MP                        | Pkte                      | Aufn.                     | GD                        | BED                       | HS                        |                           |
| ------------------------- | ------------------------- | ------------------------- | ------------------------- | ------------------------- | ------------------------- | ------------------------- | ------------------------- | ------------------------- |
| 1                         | Esteve Mata               | 6:0                       | 900                       | 6                         | 150,00                    | 300,00                    | 300                       |                           |
| 2                         | Marc Araujo               | 4:2                       | 602                       | 9                         | 66,88                     | 75,00                     | 252                       |                           |
| 3                         | Brice Briére              | 2:4                       | 392                       | 22                        | 17,81                     | 18,75                     | 102                       |                           |
| 4                         | Oliver Weißbon            | 0:6                       | 150                       | 23                        | 6,52                      | -                         | 43                        |                           |

| Abschlusstabelle Gruppe C | Abschlusstabelle Gruppe C | Abschlusstabelle Gruppe C | Abschlusstabelle Gruppe C | Abschlusstabelle Gruppe C | Abschlusstabelle Gruppe C | Abschlusstabelle Gruppe C | Abschlusstabelle Gruppe C | Abschlusstabelle Gruppe C |
| Platz                     | Name                      | MP                        | Pkte                      | Aufn.                     | GD                        | BED                       | HS                        |                           |
| ------------------------- | ------------------------- | ------------------------- | ------------------------- | ------------------------- | ------------------------- | ------------------------- | ------------------------- | ------------------------- |
| 1                         | Vladislav Tauterman       | 6:0                       | 900                       | 39                        | 23,07                     | 27,27                     | 126                       |                           |
| 2                         | Tejs Tafdrup              | 4:2                       | 783                       | 28                        | 27,96                     | 100,00                    | 286                       |                           |
| 3                         | Rudy Henry                | 2:4                       | 714                       | 27                        | 26,44                     | 75,00                     | 276                       |                           |
| 4                         | Roman Beer                | 0:6                       | 96                        | 22                        | 4,36                      | -                         | 23                        |                           |

| Abschlusstabelle Gruppe D | Abschlusstabelle Gruppe D | Abschlusstabelle Gruppe D | Abschlusstabelle Gruppe D | Abschlusstabelle Gruppe D | Abschlusstabelle Gruppe D | Abschlusstabelle Gruppe D | Abschlusstabelle Gruppe D | Abschlusstabelle Gruppe D |
| Platz                     | Name                      | MP                        | Pkte                      | Aufn.                     | GD                        | BED                       | HS                        |                           |
| ------------------------- | ------------------------- | ------------------------- | ------------------------- | ------------------------- | ------------------------- | ------------------------- | ------------------------- | ------------------------- |
| 1                         | Thorsten Frings           | 6:0                       | 900                       | 19                        | 47,36                     | 60,00                     | 247                       |                           |
| 2                         | Emanuel Lefranc           | 3:3                       | 820                       | 14                        | 58,57                     | 100,00                    | 188                       |                           |
| 3                         | Sjors van Ginneken        | 3:3                       | 766                       | 14                        | 54,71                     | 100,00                    | 286                       |                           |
| 4                         | Tamás Szolnoki            | 0:6                       | 116                       | 13                        | 8,92                      | -                         | 37                        |                           |

## Finalrunde
|  | Viertelfinale 300/20 | Viertelfinale 300/20  |                    |                       | Halbfinale 300/20     | Halbfinale 300/20    |  |  | Finale 300/20 | Finale 300/20 |
|  |                      |                       |                    |                       |                       |                      |  |  |               |               |
|  |                      |                       |                    |                       |                       |                      |  |  |               |               |
|  | Dave Christiani      | 2:0/300(1)/300,00/300 |                    |                       |                       |                      |  |  |               |               |
|  | Dave Christiani      | 2:0/300(1)/300,00/300 |                    |                       |                       |                      |  |  |               |               |
|  | Emanuel Lefranc      | 0:2/1(1)/1,00/1       |                    |                       |                       |                      |  |  |               |               |
|  | Emanuel Lefranc      | 0:2/1(1)/1,00/1       | Dave Christiani    | 2:0/300(2)/150,00/298 |                       |                      |  |  |               |               |
|  |                      |                       | Dave Christiani    | 2:0/300(2)/150,00/298 |                       |                      |  |  |               |               |
|  |                      | Marc Araujo           | 0:2/49(2)/24,50/33 |                       |                       |                      |  |  |               |               |
|  | Vladislav Tauterman  | Marc Araujo           | 0:2/49(2)/24,50/33 | 0:2/225(5)/45,00/162  |                       |                      |  |  |               |               |
|  | Vladislav Tauterman  |                       |                    | 0:2/225(5)/45,00/162  |                       |                      |  |  |               |               |
|  | Marc Araujo          | 2:0/300(5)/60,00/178  |                    |                       |                       |                      |  |  |               |               |
|  |                      |                       | Dave Christiani    | 2:0/300(2)/150,00/298 |                       |                      |  |  |               |               |
|  |                      |                       |                    | Esteve Mata           | 0:2/284(2)/142,00/281 |                      |  |  |               |               |
|  | Esteve Mata          | 2:0/300(5)/60,00/216  |                    |                       |                       |                      |  |  |               |               |
|  | Tejs Tafdrup         | 0:2/130(5)/26,00/113  |                    |                       |                       |                      |  |  |               |               |
|  | Tejs Tafdrup         | 0:2/130(5)/26,00/113  | Esteve Mata        | 2:0/300(3)/100,00/299 |                       |                      |  |  |               |               |
|  |                      |                       | Esteve Mata        | 2:0/300(3)/100,00/299 | Spiel um Platz 3      |                      |  |  |               |               |
|  |                      | Frédéric Mottet       | 0:2/2(3)/0,66/2    |                       |                       |                      |  |  |               |               |
|  | Thorsten Frings      | Frédéric Mottet       | 0:2/2(3)/0,66/2    | 0:2/286(18)/15,88/184 | Marc Araujo           | 2:0/300(5)/60,00/140 |  |  |               |               |
|  | Thorsten Frings      |                       |                    | 0:2/286(18)/15,88/184 | Marc Araujo           | 2:0/300(5)/60,00/140 |  |  |               |               |
|  | Frédéric Mottet      | 2:0/300(18)/16,66/131 |                    | Frédéric Mottet       | 0:2/52(5)/10,40/28    |                      |  |  |               |               |
|  | Frédéric Mottet      | 2:0/300(18)/16,66/131 |                    |                       | 0:2/52(5)/10,40/28    |                      |  |  |               |               |
|  |                      |                       |                    |                       |                       |                      |  |  |               |               |

## Endergebnis
| MP    | Match Points (Sieger = 2; Unentschieden = 1; Verlierer = 0) |
| Pkte. | Erzielte Karambolagen                                       |
| Aufn. | Benötigte Versuche                                          |
| GD    | Generaldurchschnitt                                         |
| BED   | Bester Einzeldurchschnitt eines Spielers                    |
| HS    | Höchstserie                                                 |
|       | Bester GD des Turniers                                      |
|       | Bester ED des Turniers                                      |
|       | Beste HS des Turniers                                       |
|       | 1. Platz (Gold)                                             |
|       | 2. Platz (Silber)                                           |
|       | 3. Platz (Bronze)                                           |

| Platz                      | Name                 | MP   | Pkte | Aufn. | GD     | BED    | HS  |
| -------------------------- | -------------------- | ---- | ---- | ----- | ------ | ------ | --- |
| 1                          | Dave Christiani      | 12:0 | 1800 | 16    | 112,50 | 300,00 | 300 |
| 2                          | Esteve Mata          | 10:2 | 1784 | 16    | 111,50 | 300,00 | 300 |
| 3                          | Marc Araujo          | 8:4  | 1251 | 21    | 59,57  | 75,00  | 252 |
| 4                          | Frédéric Mottet      | 6:6  | 1188 | 60    | 19,80  | 37,50  | 137 |
| 5                          | Thorsten Frings      | 6:2  | 1186 | 37    | 32,05  | 60,00  | 247 |
| 6                          | Vladislav Tauterman  | 6:2  | 1125 | 44    | 25,56  | 27,27  | 162 |
| 7                          | Tejs Tafdrup         | 4:4  | 913  | 33    | 27,66  | 100,00 | 186 |
| 8                          | Emanuel Lefranc      | 3:5  | 821  | 15    | 54,73  | 100,00 | 188 |
| 9                          | Sjors van Ginneken   | 3:3  | 766  | 14    | 54,71  | 100,00 | 286 |
| 10                         | Rudy Henry           | 2:4  | 714  | 27    | 26,44  | 75,00  | 276 |
| 11                         | Juan Antonio Navarro | 2:4  | 488  | 27    | 18,07  | 42,85  | 157 |
| 12                         | Brice Briére         | 2:4  | 392  | 22    | 17,81  | 18,75  | 102 |
| 13                         | Tamás Szolnoki       | 0:6  | 116  | 13    | 8,92   | -      | 37  |
| 14                         | Oliver Weißbon       | 0:6  | 150  | 23    | 6,52   | -      | 43  |
| 15                         | Christoph Oberberger | 0:6  | 95   | 16    | 5,93   | -      | 22  |
| 16                         | Roman Beer           | 0:6  | 96   | 22    | 4,36   | -      | 23  |
| Turnierdurchschnitt: 31,73 |                      |      |      |       |        |        |     |